# TuS Nettelstedt-Lübbecke
TuS Nettelstedt-Lübbecke é uma equipe de handebol de Lübbecke , Alemanha. Atualmente, TuS Nettelstedt-Lübbecke compete no Campeonato Alemão de Handebol.

## Titulos
Lista atualizada em 2013.
- Copa da Alemanha de Handebol: 1
  - 1981
- Copa dos Campeões de copa: 1
  - 1981
- Copa Internacional: 2
  - 1997,1998

## Elenco 2013/2014
Lista atualizada em 2013.
| Nr. | Nacionalidade | Nome                |
| --- | ------------- | ------------------- |
| 1   | Croácia       | Nikola Blažičko     |
| 12  | Alemanha      | Fabian Lieb         |
| 16  | Alemanha      | Malte Semisch       |
| 3   | Suécia        | Mattias Gustafsson  |
| 5   | Noruega       | Frank Løke          |
| 6   | Croácia       | Drago Vuković       |
| 8   | Alemanha      | Dennis Wilke        |
| 9   | Alemanha      | Gabor Langhans      |
| 11  | Alemanha      | Ramon Tauabo        |
| 15  | Eslovênia     | Aleš Pajovič        |
| 19  | Alemanha      | Jannik Gartmann     |
| 20  | Polónia       | Paweł Niewrzawa     |
| 26  | Alemanha      | Maximilian Schubert |
| 28  | Alemanha      | Arne Niemeyer       |
| 33  | Alemanha      | Jens Schöngarth     |
| 85  | Países Baixos | Tim Remer           |